# Morfia de Mélitène
Morfia de Mélitène (Մորֆիա en arménien) ou Morfia de Malatya est une reine de Jérusalem († 1126), fille de Gabriel, prince arménien de Mélitène, aujourd'hui la ville de Malatya.

## Biographie
Elle est enterrée dans une chapelle latérale du Sépulcre de la Vierge Marie et auprès de sa fille la reine Mélisende de Jérusalem.

## Famille
Elle épousa vers 1101, Baudouin II, roi de Jérusalem, et eut :
- Mélisende de Jérusalem (1101 - † 1161), reine de Jérusalem, mariée en 1129 à Foulques d’Anjou, roi de Jérusalem ;
- Alix de Jérusalem (v. 1110 - † après 1151 ) mariée en 1126 à Bohémond II, prince d’Antioche ;
- Hodierne de Jérusalem  (v. 1110 - † v. 1164 )  mariée en 1131 à Raymond II, comte de Tripoli ;
- Yvette de Béthanie (1120 - avant le 31 décembre 1170), nonne et abbesse à Béthanie.